# Max Welch Guerra

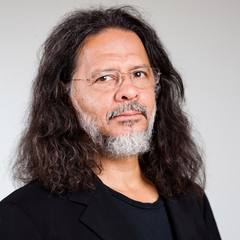
Max Welch Guerra (2017)

Max Welch Guerra (* 1956 in Santiago de Chile) ist ein chilenisch-deutscher Politologe und Stadtplaner. Seit 2003 ist er Professor für Raumplanung und Raumforschung an der Fakultät Architektur und Urbanistik der Bauhaus-Universität Weimar. Welch Guerra wurde im Juli 2013 zum Direktor des Bauhaus-Instituts für Geschichte und Theorie der Architektur und Planung gewählt. Seit Januar 2015 teilt er sich die Kodirektion mit Ines Weizman.

## Leben
Max Welch Guerra wurde 1956 in Santiago de Chile geboren. Von 1963 bis 1972 besuchte Welch Guerra die Deutsche Schule in Valparaíso. 1974 flüchtete er als unbegleiteter Minderjähriger aus Chile nach Deutschland und wurde dort als politischer Flüchtling anerkannt. 1976 absolvierte er am Dietrich-Bonhoeffer-Gymnasium in Hilden sein Abitur. Von 1976 bis 1981 studierte er Politikwissenschaften an der FU Berlin; sein Studium schloss er 1981 als Diplom-Politologe ab. Von 1982 bis 1985 war er als Mieterberater und Stadtforscher Mitarbeiter der Berliner MieterGemeinschaft. Zwischen 1985 und 1989 war er Lehrbeauftragter für Wohnungswirtschaft und Wohnungspolitik und für die Herausbildung der bürgerlichen Gesellschaft an der Fachhochschule für Wirtschaft in Berlin. Von 1986 bis 1988 erhielt er ein Promotionsstipendium der Hans-Böckler-Stiftung.
Ab 1987 war er am Institut für Stadt- und Regionalplanung der Technischen Universität Berlin in Lehre und Forschung tätig. Im Jahr 1991 promovierte er an der Technischen Universität Berlin mit einer Arbeit über Wirkung und Wirkungsweise der christdemokratischen Förderpolitik in der Stadterneuerung in Berlin-West in den 1980er Jahren. 1999 habilitierte sich Welch Guerra an der TU Berlin für die Fächer Politikwissenschaft, insbesondere Stadt- und Regionalplanung mit einer Arbeit über die Neubestimmung und Neugestaltung des deutschen Regierungssitzes nach 1989: Hauptstadt einig Vaterland – Planung und Politik zwischen Bonn und Berlin. 2001 und 2002 war er Inhaber des DAAD-finanzierten Walter-Gropius-Lehrstuhls an der Facultad de Diseno y Urbanismo der Universidad de Buenos Aires.
Zum Januar 2003 wurde Welch Guerra an die Bauhaus-Universität Weimar berufen. Anfang 2004 gründete er dort mit Kollegen das Institut für Europäische Urbanistik (IfEU). Seit Januar 2008 ist er Leiter des Bachelorstudiengangs Urbanistik. Seit April 2010 ist er außerdem in leitender Funktion für den Masterstudiengang Urbanistik zuständig.

## Forschungsschwerpunkte
- Der Zusammenhang zwischen Politik, räumlicher Planung und städtebaulicher Gestaltung
- Geschichte und Geschichtsschreibung der europäischen räumlichen Planung im 20. Jahrhundert
- Städtebauliches Erbe und Politik

## Gastprofessuren
Seit 1990 war Welch Guerra Gastprofessor an verschiedenen internationalen Universitäten, so etwa:
- Gastdozentur am Instituto de Geografía, Pontificia Universidad Católica de Chile, Chile (1990);
- Gastdozentur an der Facultad de Arquitectura, Universidad de Valparaiso, Chile (1992);
- Gastdozentur an der Universidade Federal do Rio de Janeiro, Brasilien (1995);
- Gastdozentur am Departamento de Postgrados, Facultad de Arquitectura, Urbanismo y Artes, Universidad Nacional de Ingeniería, Lima, Peru (1998);
- Professeur invité am Institut Francais d'Urbanisme, Université de Paris VIII, Frankreich (1999);
- Inhaber des vom DAAD geförderten Walter-Gropius-Lehrstuhls an der Universidad de Buenos Aires, Facultad de Arquitectura, Diseño y Urbanismo, Argentinien (2001–2002);
- Kurzzeitgastprofessur am Posgrado en Urbanismo, Facultad de Arquitectura y Urbanismo, Universidad Nacional de Colombia, Bogotá (2001);
- Gastprofessur Postgrado „Gestión y desarrollo habitacional“ und „Gestión ambiental del desarrollo urbano“, Facultad de Arquitectura, Urbanismo y Diseño Universidad Nacional de Córdoba, Argentinien (2001 und 2002);
- Gastprofessur am Departamento Urbanística y Ordenación del Territorio, Escuela Técnica Superior de Arquitectura de Madrid, Spanien (2012);
- Forschungsprofessur am Institut français d'urbanisme, Université de Paris-Est Créteil Val de Marne, Frankreich (2012)

## Akademische Ämter
Seit 2008 ist Welch Guerra Mitglied des Akademischen Senats der Bauhaus-Universität Weimar. Zwischen 2008 und 2010 war Welch Guerra Leiter des vom DAAD geförderten binationalen Promotionsprogrammes „Urban Heritage“. Im Februar 2012 wurde Welch Guerra zum Direktor des Bauhaus-Instituts für Geschichte und Theorie der Architektur und Planung gewählt. Seit 2015 teilt er sich die Kodirektion mit Ines Weizman.
Seit 2016 ist Welch Guerra Projektverantwortlicher der Marie-Curie-Nachwuchsforschergruppe „urbanHist“.

## Weitere Tätigkeiten
Im Jahr 1990 war Max Welch Guerra Mitbegründer des Arbeitskreises Stadterneuerung an deutschsprachigen Hochschulen. Er gehörte von 1990 bis 2000 der Herausgebergruppe des Jahrbuch Stadterneuerung an. Seit 2009 ist er Mitglied des Wissenschaftlichen Beirats.

## Preise und Auszeichnungen
- Preis der Stiftung Baukultur Thüringen für die Trilogie „Stadtentwicklung und Kulturlandschaft Thüringen“ (2010)[2]